# Boisseau
Boisseau é uma comuna francesa na região administrativa do Centro, no departamento Loir-et-Cher. Estende-se por uma área de 8,25 km². Em 2010 a comuna tinha 99 habitantes (densidade: 12 hab./km²).